# Síndrome del foramen yugular
El síndrome del foramen yugular, o síndrome de Vernet, se caracteriza por la paresia (ausencia parcial de movimiento voluntario) del glosofaríngeo, del  nervio vago y del accesorio. (con o sin el hipogloso).

## Síntomas
Los síntomas de este síndrome son consecuencia de esta paresia. Así, en un paciente afectado, se puede encontrar:
- disfonía/ronquera
- paladar blando caída
- desviación de la úvula hacia el lado normal
- disfagia
- pérdida de la función sensorial del 1/3 posterior de la lengua (CN IX)
- disminución de la secreción de la glándula parótida (CN IX)
- pérdida del reflejo nauseoso
- paresia del esternocleidomastoideo y del músculo trapecio (CN XI)

## Causas
- Tumor de glomuss (más frecuente)
- Meningiomas
- Schwannomas (Neuroma acústico)
- Tumores metastásicos localizados en el ángulo pontocerebeloso
- Traumatismos
- Fractura del hueso occipital
- Infecciones
- Colesteatoma (muy raro)
- Obstrucción del foramen yugular debido a enfermedades óseas
- Carcinoma nasofaríngeo que se extiende al espacio parafaríngeo y que afecta a los nervios craneales noveno, décimo y undécimo

## Diagnóstico
- Resonancia magnética con gadolinio para el schwannoma vestibular
- Resonancia magnética y biopsia para carcinoma nasofaríngeo
- Basado en parálisis nerviosas
- NCCT para fractura de hueso occipital